# Entier sans facteur carré

Les nombres qui n'ont pas été rayé sont tous les entiers sans facteur carré jusqu'à 120

En mathématiques et plus précisément en arithmétique, un entier sans facteur carré (souvent appelé, par tradition ou commodité quadratfrei ou squarefree) est un entier relatif qui n'est divisible par aucun carré parfait, excepté 1. Par exemple, 10 est sans facteur carré mais 18 ne l'est pas, puisqu'il est divisible par 9 = 32. Les dix plus petits nombres de la suite A005117 de l'OEIS des entiers positifs sans facteur carré sont 1, 2, 3, 5, 6, 7, 10, 11, 13, 14.

## Caractérisations équivalentes des nombres sans facteur carré
L'entier n est sans facteur carré si et seulement si dans la décomposition en facteurs premiers de n, aucun nombre premier n'apparait plus d'une fois. Un autre point de vue équivalent est que pour chaque diviseur premier p de n, le nombre premier p ne divise pas n⁄p. Une autre formulation est la suivante : n est sans facteur carré si et seulement si dans chaque décomposition n = ab, les facteurs a et b sont premiers entre eux.
Pour tout nombre premier p, la valuation p-adique de l'entier n est au plus égale à 1. On dit aussi parfois qu'un tel nombre est quadratfrei.
On rappelle que pour tout nombre premier p et tout entier naturel n, la valuation p-adique de n (parfois notée νp(n)) est égale, par définition, à l'exposant de p dans la décomposition de n en produit de nombres premiers.
Ainsi, si {\displaystyle n=\Pi _{k=1...s}(p_{k}^{\alpha _{k}})}, on a {\displaystyle \nu _{p_{k}}(n)=\alpha _{k}}, et {\displaystyle n} est quadratfrei équivaut à {\displaystyle \forall p\in {\mathcal {P}},\nu _{p}(n)\in \{0,1\}}.
Un entier n > 0 est sans facteur carré si et seulement si son image par la fonction de Möbius est non nulle.
Un entier n > 0 est sans facteur carré si et seulement si tous les groupes abéliens d'ordre n sont isomorphes, ce qui est le cas si et seulement si tous sont cycliques. Ceci découle du théorème de Kronecker.
Un entier n > 1 est sans facteur carré si et seulement si l'anneau factoriel ℤ/nℤ est un produit de corps. Ceci découle du théorème des restes chinois et du fait qu'un anneau de la forme ℤ/kℤ est un corps si et seulement si k est un nombre premier.
Pour chaque entier naturel n, l'ensemble de tous les diviseurs positifs de n est partiellement ordonné par la relation de divisibilité ; c'est même un treillis distributif et borné. C'est une algèbre de Boole si et seulement si n est sans facteur carré.
Un entier strictement positif est sans facteur carré si et seulement s'il est égal à son radical (i.e. au produit de ses diviseurs premiers).

## Fonction génératrice
La série génératrice de Dirichlet des entiers sans facteur carré est
{\displaystyle {\frac {\zeta (s)}{\zeta (2s)}}=\sum _{n=1}^{\infty }{\frac {|\mu (n)|}{n^{s}}}\ \ (\Re s>1)}
où ζ(s) est la fonction zêta de Riemann et μ est la fonction de Möbius.
On peut le vérifier facilement par le produit eulérien
{\displaystyle {\frac {\zeta (s)}{\zeta (2s)}}=\prod _{p}{\frac {(1-p^{-2s})}{(1-p^{-s})}}=\prod _{p}(1+p^{-s}).}

## Distribution des nombres sans facteur carré
Si Q(x) représente le nombre d'entiers sans facteur carré entre 1 et x, alors
(voir pi et notation grand O). La densité naturelle asymptotique des nombres sans facteur carré est par conséquent
En exploitant la plus grande région connue sans zéro de la fonction zêta de Riemann, déterminée par Ivan Vinogradov, Nikolaï Korobov et Hans-Egon Richert, Arnold Walfisz a pu réduire la taille estimée du terme d'erreur, et nous avons
pour une constante positive c. Sous l'hypothèse de Riemann, cette taille estimée peut être encore réduite, et nous avons
De même, si Q(x, n) représente le nombre d'entiers sans facteur puissance n-ième entre 1 et x, on peut montrer

## Conjecture d'Erdős sur le coefficient binomial central
Le coefficient binomial central
{\displaystyle {2n \choose n}}
n'est jamais quadratfrei lorsque n > 4. Cela a été conjecturé par Paul Erdős, démontré pour tous les entiers suffisamment grands en 1985 par András Sárközy, et démontré sans restriction en 1996 par Olivier Ramaré et Andrew Granville.